# Посёлок леспромхоза (Можайский район)
Посёлок Леспромхоза — посёлок сельского типа в Можайском районе Московской области в составе сельского поселения Бородинское. Население — 146 чел. (2010).

## Расположение
Посёлок расположен в восточной части Можайского района, примерно в 2 км к западу от Можайска. Ближайшие населённые пункты — деревня Кукарино и посёлок Бородинского лесничества.

## История
До 2006 года посёлок Леспромхоза входил в состав Кукаринского сельского округа.

## Население
| 2002 | 2006 | 2010 |
| ---- | ---- | ---- |
| 125  | ↘123 | ↗146 |